# Marquesado de Morella
El marquesado de Morella es un título nobiliario español creado por la reina regente María Cristina de Habsburgo Lorena y concedido, en nombre de Alfonso XIII, a Luis Montesino y Fernández-Espartero, sobrino nieto del capitán general Joaquín Baldomero Espartero, mediante real decreto del 14 de febrero de 1898 y despacho expedido el 18 de abril del mismo año.
Su denominación hace referencia a la localidad de Morella, en la provincia de Castellón.

## Marqueses de Morella
|                           | Titular                               | Periodo                   |
| Creación por Alfonso XIII | Creación por Alfonso XIII             | Creación por Alfonso XIII |
| ------------------------- | ------------------------------------- | ------------------------- |
| I                         | Luis Montesino y Fernández -Espartero | 1898-1957                 |
| II                        | José Luis Montesino y Averly          | 1957-1973                 |
| III                       | Luis Montesino-Espartero y Juliá      | 1973-2022                 |

## Historia de los marqueses de Morella
- Luis Montesino y Fernández-Espartero (Bilbao, 12 de febrero de 1868-7 de abril de 1957), I marqués de Morella, senador del reino, caballero de la Real Maestranza de Zaragoza.[1][2]

Casó el 10 de julio de 1895, en Zaragoza, con Ana Averly y Lassalle. El 4 de julio de 1958 le sucedió su hijo:
- José Luis Montesino y Averly (1901-1972), II marqués de Morella, IV duque de la Victoria, IV conde de Luchana, teniente general del ejército, Gran Cruz de la Orden de San Hermenegildo, de la Orden del Mérito Militar y de la del Mérito Naval, miembro de la Asociación de Hidalgos a Fuero de España, caballero de la Real Maestranza de Granada, caballero del Real Estamento Militar del Principado de Gerona, Medalla de Plata de la ciudad de Barcelona y de Oro de la provincia de Barcelona.[2]

Casó el 22 de abril de 1930, en Barcelona, con María del Carmen Juliá y Bacardí (1904-1996). El 12 de febrero de 1973, previa orden del 10 de enero del mismo año para que se expida la correspondiente carta de sucesión (BOE del 20 de enero), le sucedió su hijo:
- Luis Montesino-Espartero y Juliá (Barcelona, 2 de abril de 1935-Barcelona, 7 de enero de 2022[5]), III marqués de Morella, coronel de caballería, caballero del Real Estamento Militar de Gerona, miembro de honor de la Hermandad de Antiguos Caballeros Legionarios, miembro de la Maestranza de Caballería de San Fernando.[2]

Casó el 1 de junio de 1960, en Barcelona, con María del Pilar Ripol y Juncadella, nacida el 6 de mayo de 1940. La sucesión en el marquesado ha sido solicitada por su hijo, José Luis Montesino-Espartero Ripol.